# クロバナツルアズキ

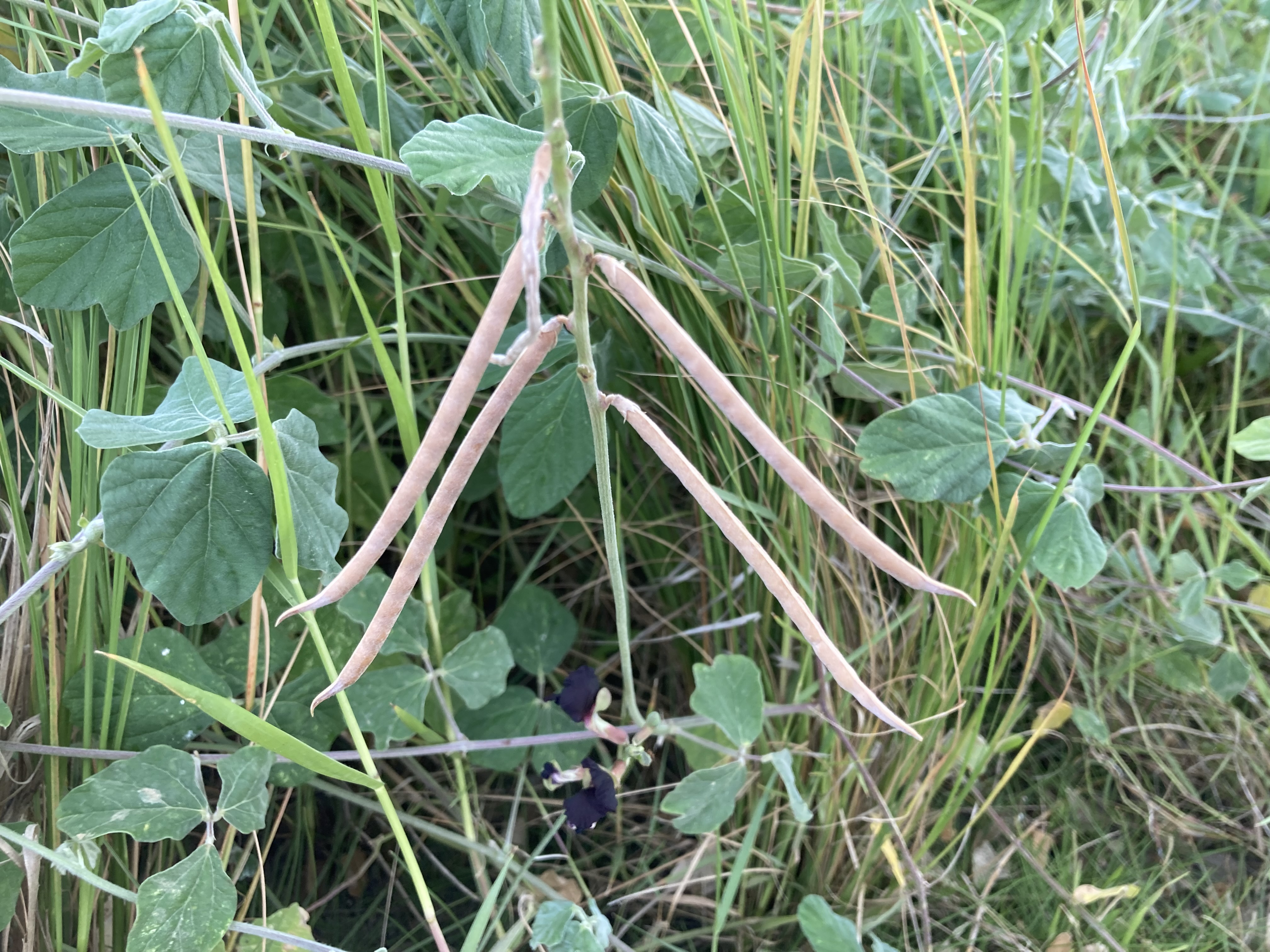
クロバナツルアズキの果実（豆果）

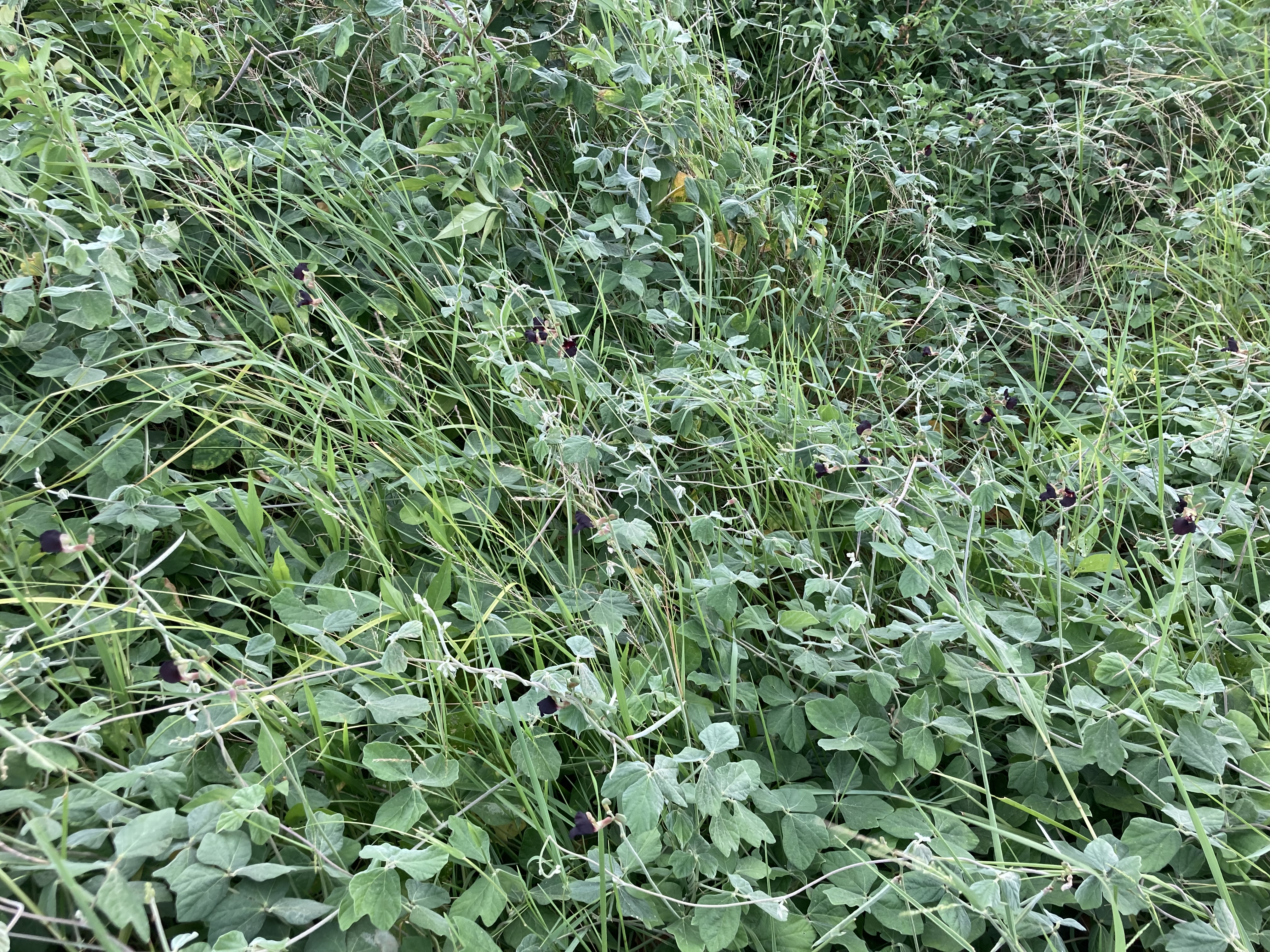
生育状況（沖縄県石垣市伊原間　船越漁港）

クロバナツルアズキ（黒花蔓小豆、学名：Macroptilium atropurpureum）は、マメ科ナンバンアカバナアズキ属のつる性多年生草本。帰化植物。

## 特徴
茎は硬質で基部は木質化することが多く、多数分枝し、他の植物に絡み付いて伸びる。葉は3小葉からなり、小葉は倒卵状 - 楕円形で長さ5-8 cm、幅3-6 cm、先端は丸まることが多い。花は葉腋から長い花茎を出し、先端に数個つき、花冠は蝶形で黒紫色。竜骨弁は回転する。果実は線形の豆果で、長さ5-8 cm。

## 分布と生育環境
北米（テキサス州、メキシコ）、中南米、カリブ諸島原産。南西諸島に帰化。飼料作物として導入され逸出したと考えられている。道端、荒地や畑でみられる。
日本の外来種 全種リスト（暫定版）に、同属のナンバンアカバナアズキ（タチナンバンアズキ）とともに掲載されている。沖縄県対策外来種リストにおいては、2021年3月時点では重点対策種や対策種に指定されていないが、分布拡大が懸念される外来種として調査対象とされた。先島諸島を中心に比較的高い出現傾向を示したことから、今後留意する必要があると考えられている。

## 利用
飼料、緑肥、連作障害除去用。2つの栽培品種がオーストラリアにて作出されている。1971年に開発されたサイラトロ（cv. Siratro）はネコブセンチュウ抵抗性を有するも、さび病に感受性があった。この弱点を克服するため、1994年に開発されたアズテック（cv. Aztec）は葉生産量が30％多く、さび病抵抗性を有する。
海外では緑化や土壌流出を防ぐための被覆植物としても利用される。
地上部から抽出されたエキスが化粧品として利用される。